# Ali Salim al-Baidh

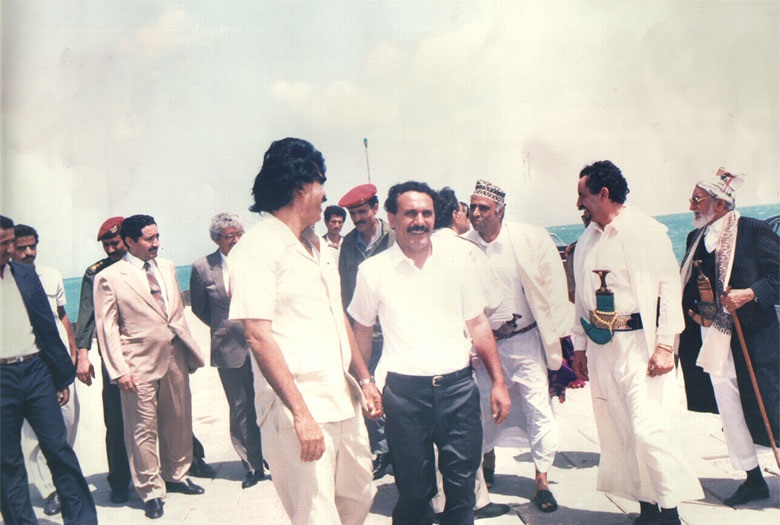
Ali Abdullah Salih und Ali Salem al-Baidh bei der Wiedervereinigung des Jemen (1990)

Ali Salim al-Baidh (arabisch علي سالم البيض, DMG ʿAlī Sālim al-Baiḍ; * 10. Februar 1939) ist ein ehemaliger jemenitischer Politiker der Jemenitischen Sozialistischen Partei (JSP), der unter anderem 1990 bis 1994 Vizepräsident des Jemen und vom 21. Mai 1994 bis zum 7. Juli 1994 Präsident der sezessionistischen international nicht anerkannten Demokratischen Volksrepublik Jemen war.

## Leben
Ali Salim al-Baidh wurde nach der Unabhängigkeit des Südjemen vom Vereinigten Königreich am 30. November 1967 und der Gründung der Demokratischen Volksrepublik Jemen von Präsident Qahtan Muhammad al-Shaabi zum Verteidigungsminister ernannt und verblieb auf diesem Posten bis 1968. In der darauf folgenden Regierung von Präsident Salim Rubai Ali übernahm er zunächst von 1969 bis 1971 den Posten des Außenministers und war später von 1973 bis 1975 Planungsminister, ehe er zwischen 1975 und 1978 als Minister für Kommunalverwaltung war. Während der Amtszeit von Präsident Ali Nasir Muhammad fungierte er von 1980 bis 1981 als stellvertretender Ministerpräsident und zuletzt zwischen 1985 und 1986 abermals als Minister für Kommunalverwaltung. 
Nach dem Sturz Ali Nasir Muhammads am 24. Januar 1986 wurde al-Baidh dessen Nachfolger als Generalsekretär der Jemenitischen Sozialistischen Partei JSP. Nach der Wiedervereinigung der Demokratischen Volksrepublik Jemen mit der Jemenitischen Arabischen Republik am 22. Mai 1990 zum Jemen wurde er Vizepräsident und damit Vertreter von Ali Abdullah Salih, dem nunmehrigen Vorsitzenden des Präsidialrates der Republik Jemen. Nachdem es im Mai 1994 zu einem erneuten Bürgerkrieg gekommen war, war er vom 21. Mai bis zum 7. Juli 1994 Präsident der sezessionistischen international nicht anerkannten Demokratischen Volksrepublik Jemen. Im Anschluss ging er ins Exil und wurde 1998 in Abwesenheit zum Tode verurteilt.

## Weblink
- Eintrag in rulers.org

| Personendaten    | Personendaten             |
| ---------------- | ------------------------- |
| NAME             | Baidh, Ali Salim al-      |
| ALTERNATIVNAMEN  | علي سالم البيض (arabisch) |
| KURZBESCHREIBUNG | jemenitischer Politiker   |
| GEBURTSDATUM     | 10. Februar 1939          |